# Brunissement enzymatique

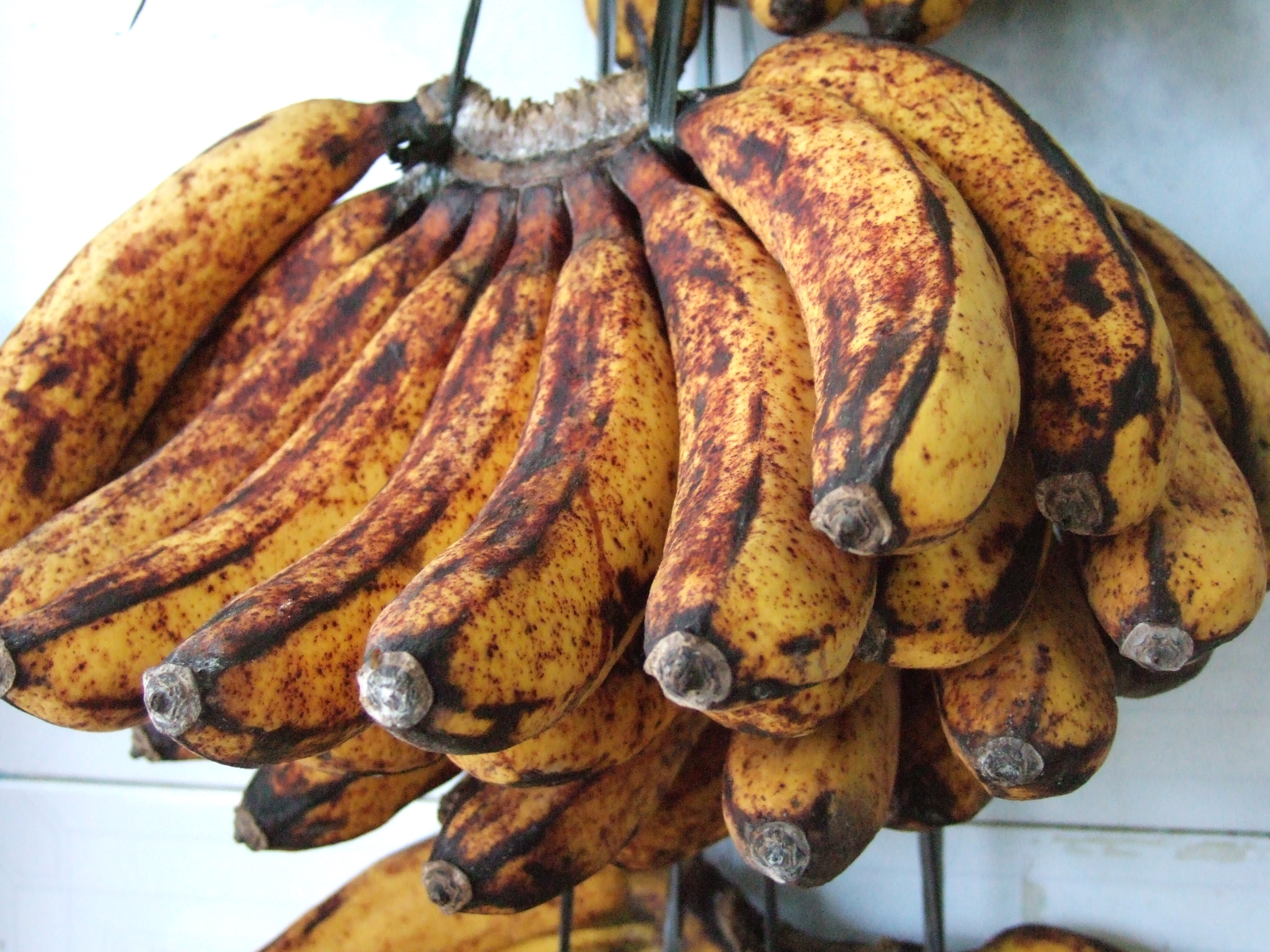
Un exemple de brunissement enzymatique sur des peaux de banane : ce noircissement progressif résulte de la formation de mélanines, pigments brun-noirs issus de l'oxydation de composés phénoliques.

Le brunissement enzymatique est un processus naturel rendant bruns certains organismes, en particulier la nourriture. Ce brunissement peut être souhaitable, comme pour une amélioration du goût du thé, ou indésirable, comme quand une pomme brunit après avoir été coupée ou avoir subi une simple meurtrissure. Les aliments, y compris les boissons, peuvent subir un brunissement enzymatique ou non enzymatique (réaction de Maillard).

## Mécanisme

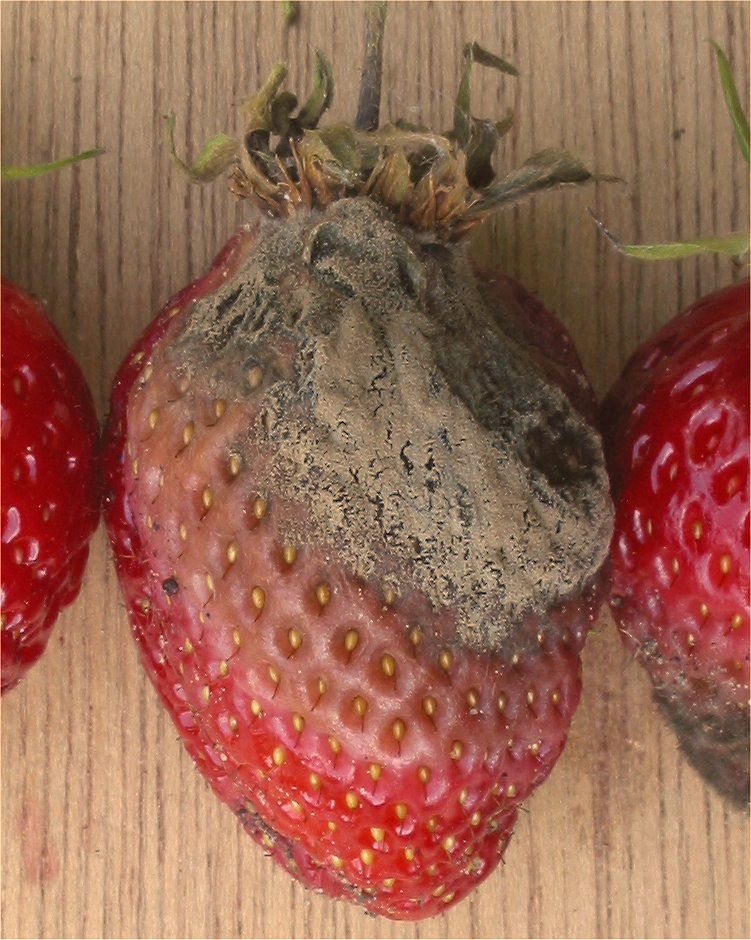
Botrytis cinerea est un champignon nécrotrophe responsable de la pourriture grise qui est un exemple de brunissement enzymatique et de couche de cicatrisation.

Le brunissement enzymatique est un processus chimique, impliquant des polyphénoloxydases (catéchol-oxydase (en), tyrosinase...) qui oxydent des composés phénoliques et des tannins vacuolaires des tissus végétaux blessés, attaqués (attaque microbienne) ou sénescents (en). Ces tanins sont des polyphénols qui ont un rôle antioxydant (ils s'oxydent eux-mêmes, formant des benzoquinones et des mélanines qui donnent une couleur brune) et piègent les radicaux libres se formant lors d'une blessure, d'une attaque ou de la sénescence. De plus, ils se lient avec les protéines et polysaccharides cytosoliques pour former un amas moléculaire protecteur, rendu cohérent par des liens chimiques. Cet amas qui stoppe les écoulements du jus intercellulaire a une fonction cicatricielle. Le brunissement enzymatique nécessite une exposition à l'oxygène, ce qui se produit par exemple quand une pomme est coupée ou même simplement blessée. Les tannins oxydés peuvent d'ailleurs devenir plus volatils et se mêler à l'odeur qui s'exhale.
La concentration en fer ou en cuivre joue également un rôle important (comme chez l'avocat par exemple).
Ce processus affecte aussi les champignons, les poissons et fruits de mer.
Le brunissement enzymatique peut être bénéfique pour :
- le développement de goût dans le thé (souvent la réaction est appelée à tort "fermentation") ;
- le développement de la couleur et la saveur des fruits secs comme les figues et les raisins.

Le brunissement enzymatique est souvent préjudiciable aux :
- fruits et légumes frais, y compris les pommes, l'avocat, les pommes de terre et les bananes ;
- fruits de mer tels que les crevettes.

## Prévention

### Techniques classiques
Une variété de techniques existent pour prévenir le brunissement enzymatique, chacune exploitant un aspect différent du processus biochimique.
- le jus de citron ou d'autres acides abaissent le pH et éliminent le cuivre cofacteur nécessaire pour le fonctionnement des enzymes responsables. Sa vitamine C capte l'oxygène en priorité et évite ainsi l'oxydation.
- une élévation en température rapide (cuisson à la vapeur des légumes, blanchiment) dénature les enzymes et détruit les réactifs impliqués.
- le froid peut également prévenir le brunissement enzymatique en réduisant la vitesse de réaction (d'où le stockage des végétaux dans un réfrigérateur).
- l'établissement d'une atmosphère modifiée (gaz inerte comme l'azote) qui empêche à l'oxygène nécessaire de réagir.
- l'utilisation d'antioxydants qui piègent l'oxygène (acide ascorbique, bisulfite de sodium, citrates additionné aux aliments industriels).
- l'utilisation de procédés de conservation des aliments (appertisation, lactofermentation assurant l'éloignement de l'oxygène par conservation dans l'eau ; salage et plus principalement sucrage des fruits qui réduisant l'activité de l'eau).

### Modification génétique
Des chercheurs nord-américains ont mis au point des variétés génétiquement modifiées pour inhiber le brunissement enzymatique chez la pomme (variétés 'Arctic' de la société canadienne Okanagan) et chez la pomme de terre (variétés 'Innate' de la société américaine Simplot). Ce résultat a été obtenu par l'extinction du gène d'expression de la polyphénol-oxydase. Cette technique évite l'introduction de gènes provenant d'espèces différentes. Ces variétés ont été approuvées à des fins de commercialisation aux États-Unis et au Canada en 2015.

## Brunissement non enzymatique

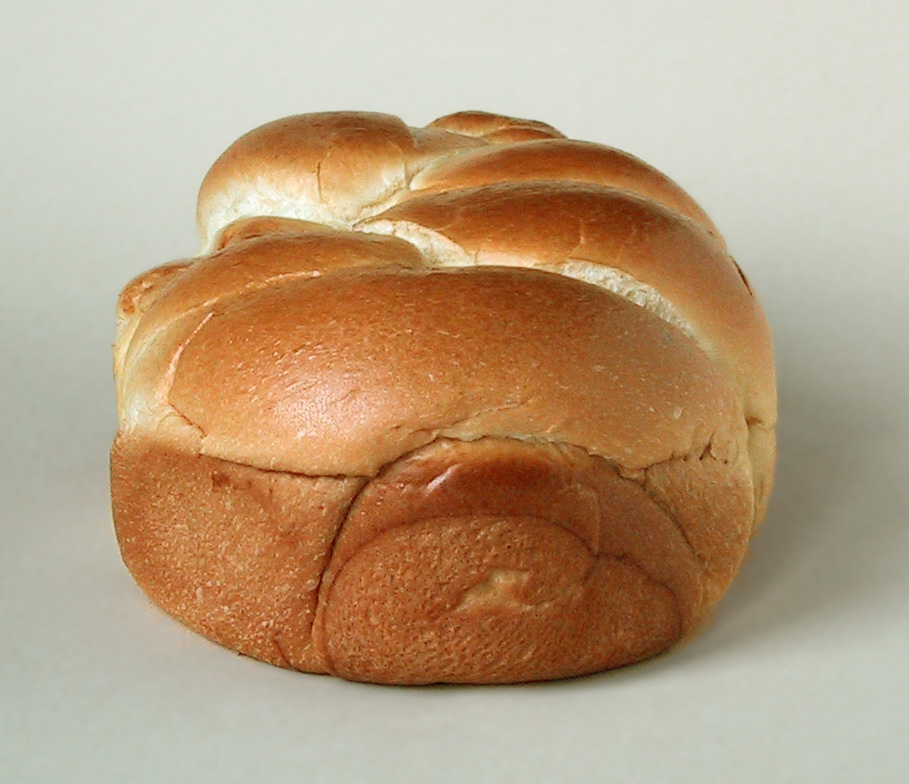
La croûte brune de la brioche dorée est due à la réaction de Maillard.

Le brunissement non enzymatique, ou brunissement par oxydation, est un processus chimique qui produit une couleur brune sur les aliments sans l'activité d'enzymes. Les mélanines et d'autres produits chimiques sont responsables de la couleur brune. Les deux principales formes de brunissement non enzymatique sont la caramélisation et la réaction de Maillard. Les deux varient en vitesse de réaction en fonction de l'activité de l'eau.